# Козловский, Михаил Тимофеевич
Михаи́л Тимофе́евич Козло́вский (1774—1853) — генерал-майор русской императорской армии, тайный советник.

## Биография
Родился в 1774 году, сын Тимофея Лукьяновича Козловского.
Участвовал в войнах третьей и четвёртой коалиций; показал в сражении под Аустерлицем замечательную храбрость, за что был награждён орденом Святого Георгия 4-й степени. Был назначен командиром Преображенского полка.
Во время встречи Наполеона с Александром I был комендантом Тильзита. Генерал-майор с 12 декабря 1807 года. В сентябре 1810 года был уволен в связи с переходом на гражданскую службу с переименованием в чин тайного советника.
Для истории кампании 1807 года, написанной Михайловским-Данилевским, Козловский сообщил, как участник и очевидец, много ценных сведений.
Умер 1 (13) марта 1853 года. Был похоронен на Смоленском лютеранском кладбище.

### Семья
Был женат на княжне Варваре Степановне Мещерской (29.11.1804—09.01.1824); скончалась в Петербурге после родов, в том же доме, где через несколько дней, 12 января, умерла родами же Е. А. Чернышева, вторая жена князя А. И. Чернышёва. Похоронена вместе с дочерью Екатериной (29.12.1823—27.06.1824) на Тихвинском кладбище Александро-Невской лавры.

## Награды
- Награждён орденом Св. Георгия 4-й степени (№ 1692 (678); 24.02.1806).
- Также награждён другими орденами Российской империи.